# Pseudotriton
Pseudotriton – rodzaj płazów ogoniastych z podrodziny Hemidactyliinae w rodzinie bezpłucnikowatych (Plethodontidae).

## Zasięg występowania
Rodzaj obejmuje gatunki występujące od stanu Nowy Jork do Florydy i na zachód do południowego Ohio, Kentucky, Tennessee i do wschodniej Luizjany w Stanach Zjednoczonych.

## Systematyka

### Etymologia
- Pseudotriton: gr. ψευδος pseudos – fałszywy; rodzaj Triton Laurenti, 1768[2].
- Mycetoglossus: gr. μυκης mukēs, μυκητος mukētos „grzyb”[7]; γλωσσα glōssa „język”[8]. Nazwa zastępcza dla Pseudotriton.
- Batrachopsis: gr. βατραχος batrakhos „żaba”[9]; όφις óphis, όφeως ópheōs „wąż”[10]. Nazwa zastępcza dla Pseudotriton.
- Pelodytes: gr. πηλος pēlos „glina, błoto”[11]; δυτης dutēs „nurek”, do δυω duō „zanurzać, pogrążać”[12]. Nazwa zastępcza dla Pseudotriton.

### Podział systematyczny
Do rodzaju należą następujące gatunki:
- Pseudotriton diastictus Bishop, 1941
- Pseudotriton flavissimus Hallowell, 1856
- Pseudotriton montanus Baird, 1850
- Pseudotriton ruber (Sonnini de Manoncourt & Latreille, 1801) – nibytryton czerwony